# Сергии
Сергиите (на латински: Sergii) са древен патрицииски римски род, според легендата, водещ началото си от троянците, живял в Алба Лонга.
Те се наричат, както техните прародители Sergesta: „Sergestusque, domus tenet a quo Sergia nomen.“ (Virg. Aen. v. 121).
Първият от фамилията станал консул през 437 пр.н.е. e Луций Сергий Фидена.
Gens Сергии носят презимената (лат. когномен) Катилина (Catilina), Есквилин (Esquilinus), Фидена (Fidenas), Ората (Orata), Павел (Paulus), Планк (Plancus) и Сил (Silus).
Най-важни личности от род Сергии са:
- Марк Сергий Есквилин (или Луций Сергий Есквилин), децемвир 450 и 449 пр.н.е.
- Луций Сергий Фидена, консул 437 и 429, консулски военен трибун 433, 424 и 418 пр.н.е.
- Маний Сергий Фидена, консулски военен трибун 404 и 402 пр.н.е.
- Луций Сергий Фидена (трибун 397 пр.н.е.), консулски военен трибун 397 пр.н.е.
- Гай Сергий Фидена Коксон, консулски военен трибун през годините 387, 385 и 380 пр.н.е.
- Луций Сергий Павел, проконсул на Кипър по времето на император Клавдий
- Марк Сергий, прапрадядо на Катилина
- Луций Сергий Катилина (+ 62 пр.н.е.), Заговорът на Катилина
- Луций Сергий Павел, суфектконсул 151(?) г., консул 168 г.
- Публий Мартий Сергий Сатурнин, консул 198 г.

- Сергия Плавтила, майка на император Нерва
- Сергия Павла, дъщеря на Луций Сергий Павел. Омъжва се за Квинт Аниций Фауст Павлин